# The Bugs Bunny Show
Festival Bugs Bunny: el conejo de la suerte o El Show de Bugs Bunny (The Bugs Bunny Show, en inglés) es una serie de televisión estadounidense emitida en forma de antología animada y presentada por Bugs Bunny.
La serie se componía principalmente de cortos de dibujos animados de Looney Tunes y Fantasías animadas de ayer y hoy, inicialmente de entre agosto de 1948 y el año 1969. El programa se estrenó originalmente en Estados Unidos el 11 de octubre de 1960 con una duración de media hora, en horario estelar, en ABC, presentando tres cortometrajes animados de los Looney Tunes con estreno de secuencias de enlace producidas por el personal de Warner Bros.
Esta serie no se emite en su formato original en español desde finales de la década de 1970.